# Bilbogen
Bilbogen er et landsdækkende centralt register under Tinglysningsretten, hvor tinglysning af pant i motorkøretøjer registreres.
Fra den 2. november 2010, foregår tinglysning af pant i biler etc., digitalt. 
I bilbogen kan  kreditorer registrere deres rettigheder, ejendomsforbehold, pant, udlæg og ejers død eller konkurs, over biler, motorcykler, campingvogne o.a.
Anmeldelser til Bilbogen foretages  digitalt på på Tinglysningrettens hjemmesiden 

## Ekstern henvisning
- Tinglysningrettens- hjemmeside Arkiveret 30. juli 2010 hos  Wayback Machine

### Fodnote
1. ↑  "Tinglysningsrettens- hjemmeside med relevans til Bilbogen". Arkiveret fra originalen 22. april 2011. Hentet 27. november 2010.